# Иван Карлович
Иван Карлович (на хърватски: Ivan Karlović) е хърватски благородник от знатния род Курияковичи, бан от 1521 до 1524 г. и повторно от 1527 до смъртта си през 1531 г. Седалището му се намирало в Медведград.

## Живот
Ражда се около 1485 г. в семейството на Карло Куриякович и Доротея Франкопан. Родът му притежава обширни владения в региона Кърбава. Неговата сестра Елена е майка на бъдещия бан Миклош Зрини.
Иван Карлович се сражава с османците в множество битки. Умира на 9 август 1531 и е погребан в Загреб.